# 虎林镇
虎林镇，是中华人民共和国黑龙江省鸡西市虎林市下辖的一个乡镇级行政单位。2001年2月27目，义和乡撤销，并入虎林镇。

## 行政区划
虎林镇下辖以下地区：
城东社区、中心社区、曙光社区、铁南社区、西苑社区、同和村、桦树村、义和村、西岗村、东升村、桦南村、于林村、东源村、安乐村、镇兴村和耕农村。